# Melaka Chief Minister's Cup
La Melaka Chief Minister's Cup és una competició ciclista malàisia d'un sol dia que es disputa anualment a l'estat de Malaca. Creada el 2007 com una cursa d'etapes, el 2011 va passar a ser una cursa d'un dia. Forma part del calendari de l'UCI Àsia Tour.
Al llarg dels anys, la cursa ha tingut diferents noms:
- Melaka Chief Minister Cup (2007)
- His Excellency Gabenor of Malacca Cup (2008)
- Melaka Governor Cup (2010-2011)
- Melaka Governor's Cup (2012-2013)
- Melaka Chief Minister's Cup (2014-)

## Palmarès
| Any  | Vencedor              | Segon             | Tercer                |
| ---- | --------------------- | ----------------- | --------------------- |
| 2007 | Mohd Shahrul Mat Amin | Agung Sahbana     | Mohamed Harrif Salleh |
| 2008 | Mahdi Sohrabi         | Rafaâ Chtioui     | Hossein Eslami        |
| 2009 | No es va disputar     |                   |                       |
| 2010 | David McCann          | Samuel Witmitz    | Mohd Shahrul Mat Amin |
| 2011 | Hassan Maleki Mizan   | Hamid Shirisisan  | Ramin Mehrabani       |
| 2012 | No es va disputar     |                   |                       |
| 2013 | Lex Nederlof          | Loh Sea Keong     | Thomas Rabou          |
| 2014 | Alexandr Pliuschin    | Ariya Phounsavath | Eric Sheppard         |